# Pierre Paquette
Pierre Paquette (* 1957 in Boston) ist ein amerikanischer Jazzmusiker (alle Saxophone, insbesondere Baritonsaxophon, Klarinetten, Querflöte, Arrangement, Dirigat).

## Leben und Wirken
Paquette studierte am Berklee College of Music. Dann arbeitete er vier Jahre lang als Saxophonist, Klarinettist und Arrangeur für die United States Air Force Band in New Jersey und später als 1. Alt-Saxophonist bei der Ambassador Big Band in Europa. 1983 zog er nach Frankfurt am Main, wo er an der Frankfurter Musikwerkstatt lehrte und eigene Bandprojekte wie das Salsa Orchestra Inspiration und das Pierre Paquette Septett leitete. Als Gast trat er mit der hr-Bigband, dem SWR Orchester Kaiserslautern, mit dem WDR Orchester, dem Philharmonischen Orchester Heidelberg und als Solist mit dem Stuttgarter Kammerorchester unter der Leitung von Dennis Russell Davies auf. Seit 2001 gehört er als Baritonsaxophonist zur SWR Big Band, mit der er an Produktionen mit Sammy Nestico, Rob McConnell, Max Greger, Paul Kuhn, Hugo Strasser, Don Menza, Toshiko Akiyoshi, Helen Schneider und Fola Dada beteiligt war und für die er auch arrangierte. Er dirigierte die Band auf den Alben Kings of Swing, Op. 1 und Live at Elbphilharmonie Hamburg.
Mit Heiner Franz und Lindy Huppertsberg entstand 2000 das Album Let’s Have a Ball. Seit 2014 spielt Paquette überdies im Quartett von Sebastian Laverny. Er arbeitete auch mit Buddy DeFranco, Billy Mitchell, Scott Hamilton, Benny Waters, Byron Stripling, Harry Allen und Louis Stewart.